# Europaschutzgebiet Gsieg – Obere Mähder

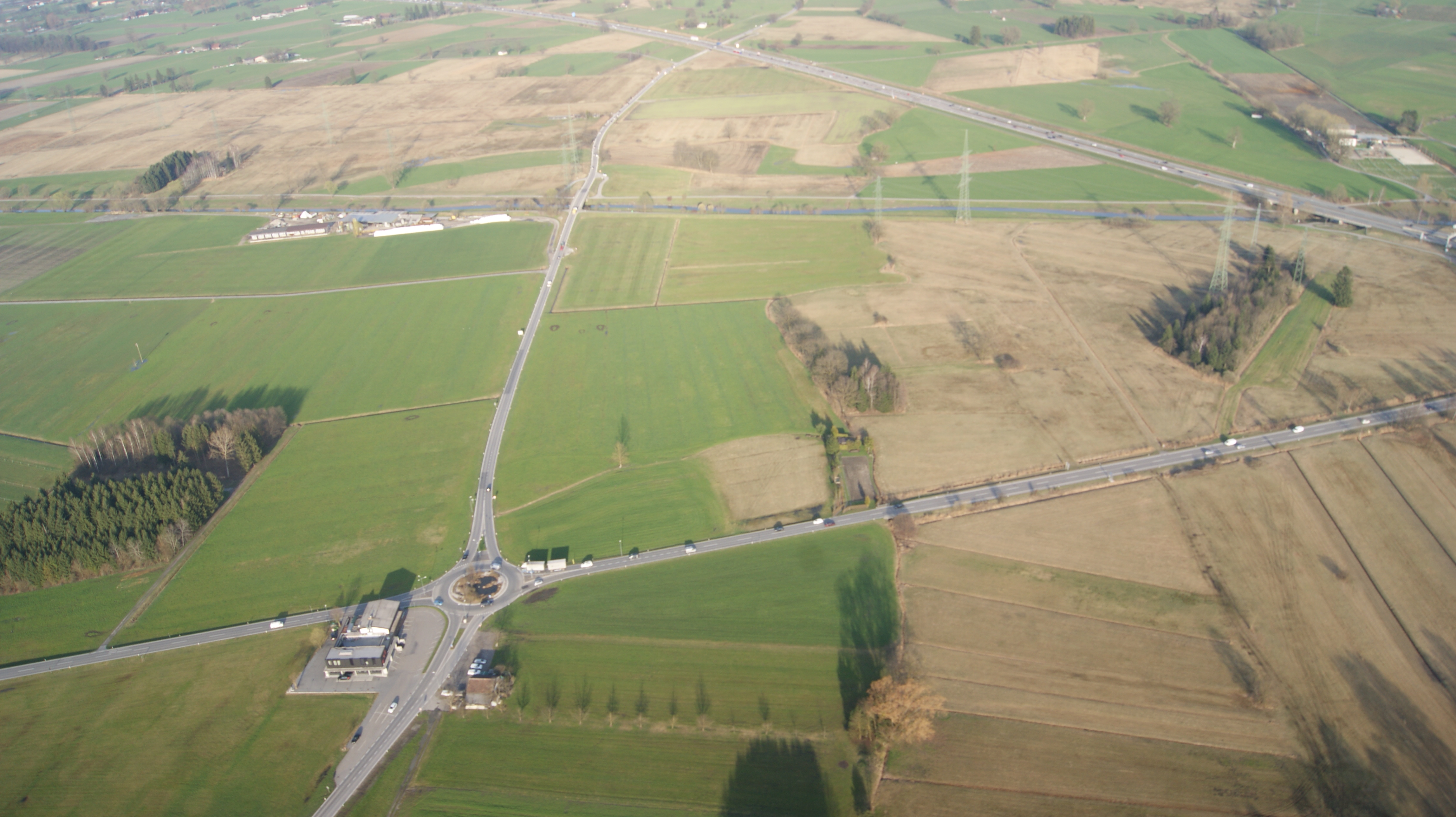
Links hinten ein Teil des Europaschutzgebietes „Gsieg“, rechts vorne, ein Teil des Europaschutzgebietes „Obere Mäder“ (beide braun). Luftaufnahme des Kreisverkehrs in Lustenau – Schweizerstraße und Rheinstraße (L203). Links unten beim Kreisverkehr, das traditionelle Gasthaus „Schweizerhaus“, in dem zum Zeitpunkt der Aufnahme ein asiatisches Restaurant beheimatet ist. Oben quer durch das Bild zu sehen, die Rheintalautobahn (A14/E60/E43), welche das Europaschutzgebiet „Obere Mähder“ begrenzt

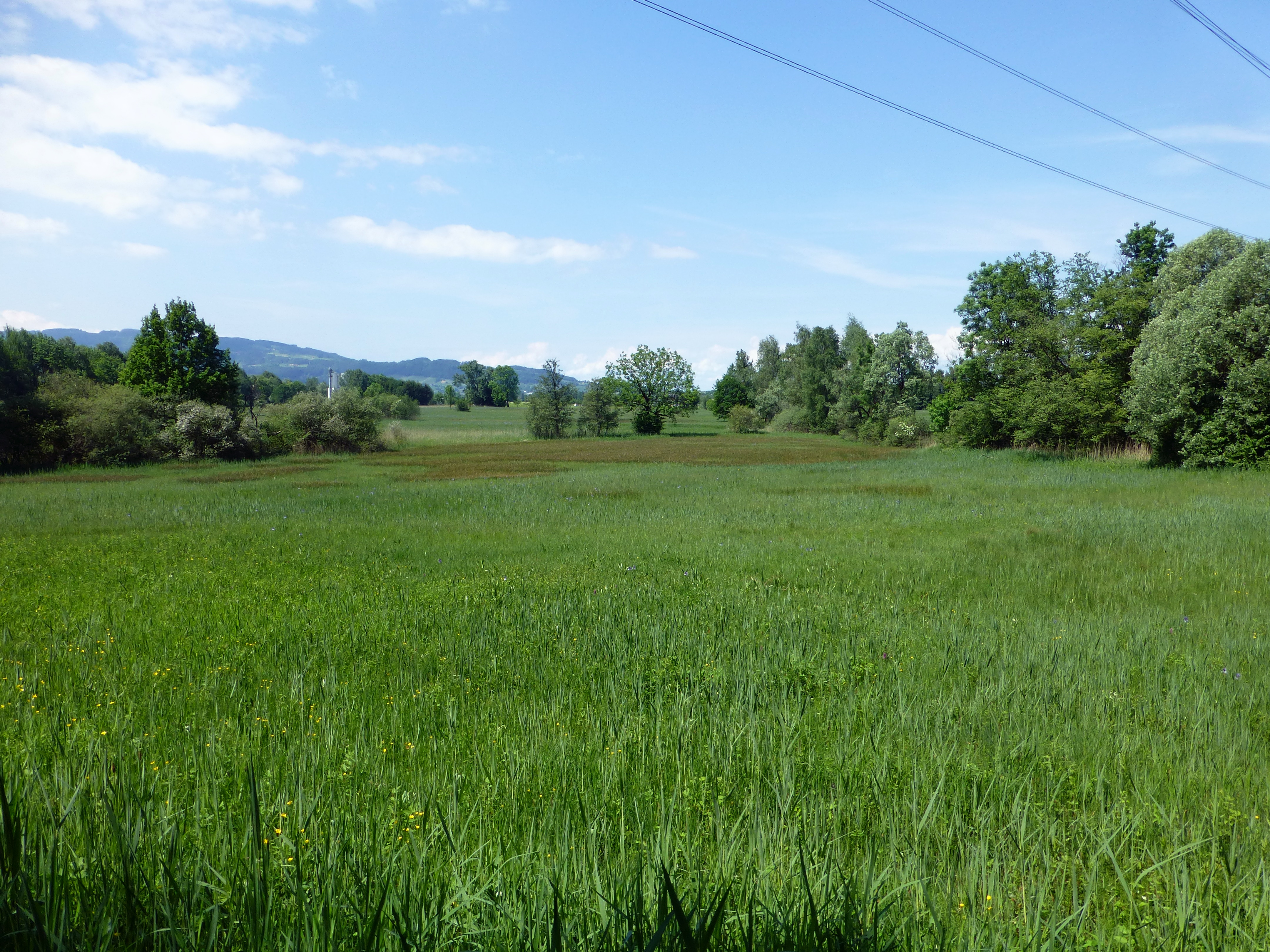
Teilschutzgebiet „Obere Mähder“

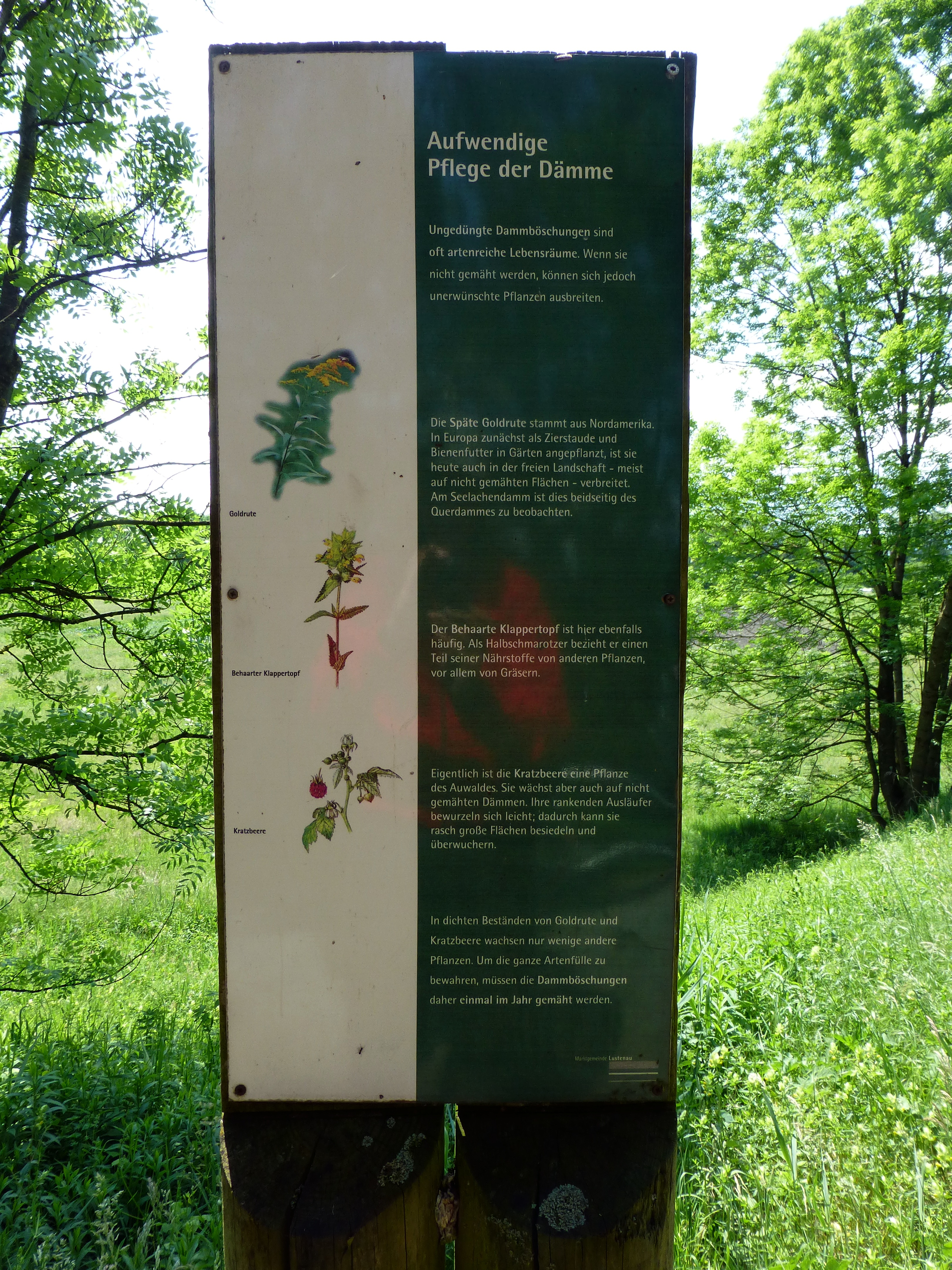
Informationstafel

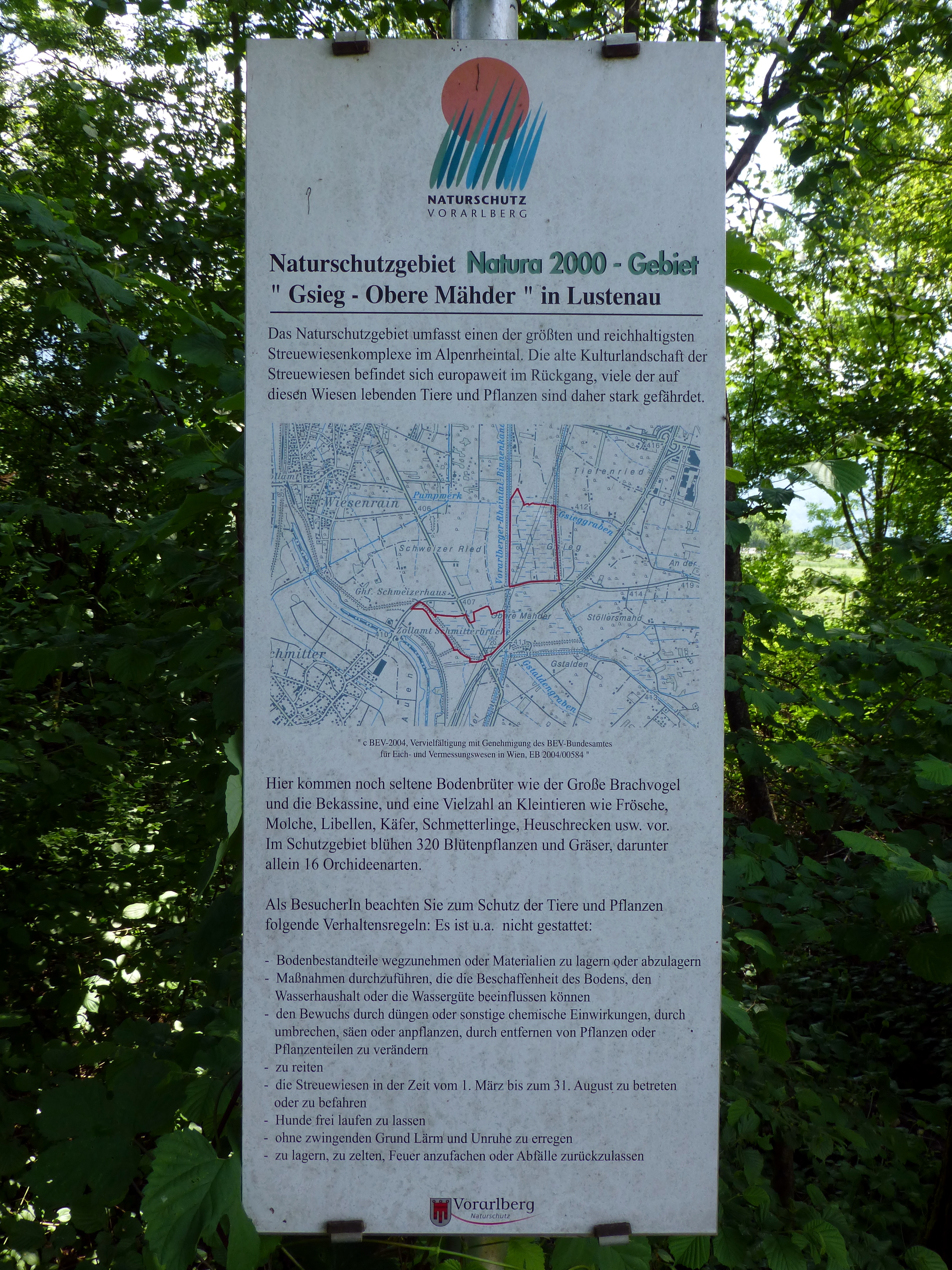
Informationstafel

Das Europaschutzgebiet Gsieg – Obere Mähder (Natura-2000-Gebiete) liegt in der Gemeinde Lustenau in Vorarlberg, Österreich. Es umfasst einzelne kleine Baumgruppen sowie ein ausgedehntes  Hochmoor.
Zweck des Europaschutzgebietes Gsieg – Obere Mähder ist der Schutz hier lebender gefährdeter wildlebender heimischer Pflanzen- und Tierarten und ihrer natürlichen Lebensräume sowie der Erhalt des Jahrhunderte alten Kulturlandes.

## Rechtliche Grundlage
Das Europaschutzgebiet Gsieg – Obere Mähder wurde gemäß Vorarlberger Naturschutzverordnung als solches 1998 mit einem einfachen Landesgesetz ausgewiesen. Grundlage für die Unterschutzstellung 2003 war die Flora-Fauna-Habitat-Richtlinie 92/43/EWG (FFH-Richtlinie) der Europäischen Union. Die ursprüngliche Verordnung wurde mehrfach novelliert und die Dauer des Schutzes die letzten Jahre immer wieder verlängert. Zuletzt nur noch um je ein Jahr.

## Topografie
Das Europaschutzgebiet Gsieg – Obere Mähder besteht seit 1989 als Naturschutzgebiet und ist in zwei Teile getrennt (Gsieg und Obere Mähder). Es liegt am südlichen Rand des Gemeindegebiets von Lustenau und hat eine Fläche von Gesamt 73,13 Hektar. Die Teilgebiete liegen etwa 280 Meter Luftlinie voneinander getrennt und haben keine direkte Verbindung. Quer über beide Teilgebiete führen mehrere Hochspannungsleitungen.
Die Namen der beiden Schutzgebiete leiten sich jeweils von den gleichnamigen Flurstücken ab.
44 % des Schutzgebietes sind Eigentum der beiden Schweizer Ortsgemeinden Widnau und Schmitter. Die Marktgemeinde Lustenau hat 23 % Eigentumsanteil am Schutzgebiet.

## Teilgebiet Gsieg
Das nahezu rechteckige Teilgebiet Gsieg grenzt östlich direkt an das Gemeindegebiet von Dornbirn. Südlich wird das Gebiet von der Schweizerstraße begrenzt. Westlich grenzt der Rheintaler Binnenkanal das Gebiet von anderen Flurstücken ab. Die vielbefahrene Schmitternstraße (L 45, auch: Schweizerstraße) verläuft quer durch Europaschutzgebiet. Im Schutzgebiet liegt ein Modellflugplatz, der ganzjährig betrieben werden darf. Angrenzend an dieses Teilgebiet sind geschützte Streuwiesenflächen.
Das Gebiet hat nur wenig Gefälle und liegt in einer Höhe von etwa 407 m ü. A. bis 410 m ü. A. mit einer Fläche von etwa 43,62 Hektar (rund 60 % der Gesamtschutzfläche).

## Teilgebiet Obere Mähder
Das Teilgebiet Obere Mähder grenzt südlich an das Gemeindegebiet von Hohenems. Östlich grenzt der Rheintaler Binnenkanal das Gebiet von anderen Flurstücken ab. Nördlich wird das Europaschutzgebiet teilweise durch die vielbefahrene Schmitternstraße (L 45, auch: Schweizerstraße) begrenzt und quer durch das Europaschutzgebiet verläuft zusätzlich noch die  Rheinstraße (L 203). Südöstlich ist zudem noch die Rheintalautobahn angrenzend.
Das Gebiet hat nur wenig Gefälle und liegt in einer Höhe von etwa 406 m ü. A. bis 410 m ü. A. mit einer Fläche von etwa 29,51 Hektar (rund 40 % der Gesamtschutzfläche).

## Schutzzweck und -umfang
Im Sinne der Flora-Fauna-Habitat-Richtlinie (Anhänge I und II der FFH-Richtlinie) sind für dieses Schutzgebiet folgende Besonderheiten maßgebend und geschützt:
- Übergangs- und Schwingrasenmoore,
- kalkreiche Niedermoore,
- Magere Flachlandmähwiesen,
- Flüsse der planaren bis montanen Stufe mit Vegetation des Ranunculion fluitantis / Callitricho batrachion,
- Pfeifengraswiesen auf kalkreichem Boden, torfigen und tonig-schluffigen Böden (Feuchtwiese – Molinion caeruleae),
- Gelbbauchunke (Bombina variegata)
- Alpenkammmolch (Triturus cristatus)
- Dunkler Wiesenknopf-Ameisenbläuling (Maculinea nausithous)
- Großer Moorbläuling (Maculinea teleius)
- Skabiosen-Scheckenfalter (Euphydryas aurinia)
- Helm-Azurjungfer (Coenagrion mercuriale)
- Schmale Windelschnecke (Vertigo angustior)
- Torf-Glanzkraut (Liparis loeselii)

Im Schutzgebiet konnte das Vorkommen von rund ein Drittel aller Orchideen Vorarlbergs und über 500 Schmetterlingsarten nachgewiesen werden, von denen jedoch jede fünfte Art als gefährdet gilt. Weitere Tier- und Pflanzenvorkommen sind z. B.: Wachtelkönig  (Crex crex), Braunkehlchen (Saxicola rubetra), Große Schiefkopfschrecke (Ruspolia nitidula), Großer Brachvogel (Numenius arquata), Westliche Keiljungfer (Gomphus pulchellus), Sibirische Schwertlilie (Iris sibirica), Duft-Lauch (Allium suaveolens), Sumpf-Siegwurz / Sumpf-Gladiole (Gladiolus palustris) oder Gefärbtes Laichkraut (Potamogeton coloratus). Zudem konnten in den Streuwiesen 49 Moose nachgewiesen werden, acht davon gelten als bedroht.

## Nutzung
Das Europaschutzgebiet Gsieg – Obere Mähder wird kaum touristisch genutzt. Nach wie vor wird das Schutzgebiet landwirtschaftlich genutzt.